# Gilmonde
Gilmonde is een plaats (freguesia) in de Portugese gemeente Barcelos en telt 1 525 inwoners (2001).